# Stryphnodendron piptadenioides
Stryphnodendron piptadenioides är en ärtväxtart som beskrevs av Charles Frédéric Martins. Stryphnodendron piptadenioides ingår i släktet Stryphnodendron och familjen ärtväxter. Inga underarter finns listade i Catalogue of Life.